# Randi Miller
Randi Miller, född den 3 november 1983 i Arlington, Texas, är en amerikansk brottare som tog OS-brons i mellanviktsbrottning i damklassen 2008 i Peking. Hon tävlar numera i MMA.